# Oedostethus
Oedostethus is een geslacht van kevers uit de familie  
kniptorren (Elateridae).
Het geslacht is voor het eerst wetenschappelijk beschreven in 1853 door LeConte.

## Soorten
Het geslacht omvat de volgende soorten:
- Oedostethus aeneocollis Dolin, 1987
- Oedostethus aerarius (Reitter, 1895)
- Oedostethus ainu Ôhira, 1995
- Oedostethus ambiguus (Buysson, 1914)
- Oedostethus apterus Dolin & Bessolitzina, 1990
- Oedostethus babai Ôhira, 1991
- Oedostethus bodoanus (Reitter, 1913)
- Oedostethus canicapillus Kim, Han & Lee, 2000
- Oedostethus convexus (Cherepanov, 1957)
- Oedostethus cryptohypnoidus (Miwa, 1930)
- Oedostethus curticornis Dolin & Bessolitzina, 1983
- Oedostethus femoralis LeConte, 1853
- Oedostethus ghilarovi (Dolin, 1978)
- Oedostethus graniger (Cherepanov, 1956)
- Oedostethus hosodai Kishii, 1992
- Oedostethus insolentus Dolin & Bessolitsyna, 1990
- Oedostethus kadowakii (Kishii, 1976)
- Oedostethus kanmiyai Ôhira, 1991
- Oedostethus kaszabi (Gurjeva, 1968)
- Oedostethus kohnoi Ôhira, 1991
- Oedostethus kolymensis Dolin & Bessolitzina, 1990
- Oedostethus koreanus Kim, Han & Lee, 2000
- Oedostethus latissimus (Cherepanov, 1957)
- Oedostethus matisi Dolin, 1992
- Oedostethus mediocris (Gurjeva, 1972)
- Oedostethus minutulus (Cherepanov, 1957)
- Oedostethus mystax (Gurjeva, 1971)
- Oedostethus nazarenkoi Dolin, 1992
- Oedostethus nitobei (Miwa, 1930)
- Oedostethus novaki (Binaghi, 1935)
- Oedostethus nubilus (Bessolitzina, 1974)
- Oedostethus ohdai Arimoto, 2007
- Oedostethus ovalatus Kim, Han & Lee, 2000
- Oedostethus petrenkoi Dolin, 1992
- Oedostethus problematicus Dolin, 1992
- Oedostethus punctulatus (Dolin & Katyukha, 1977)
- Oedostethus quadripustulatus (Fabricius, 1792)
- Oedostethus sachalinensis (Dolin & Katyukha, 1977)
- Oedostethus similarius Dolin & Medwedew, 2002
- Oedostethus simplicipunctatus (Cherepanov, 1956)
- Oedostethus sincerus (Gurjeva, 1975)
- Oedostethus submontanus Dolin & Bessolitzina, 1983
- Oedostethus telluris (Lewis, 1879)
- Oedostethus tenuicornis (Germar, 1824)
- Oedostethus tenuis (Gurjeva, 1963)
- Oedostethus ugo Kishii, 1992
- Oedostethus varians (Gurjeva, 1968)
- Oedostethus yamamotoi (Kishii, 1976)
- Oedostethus zherichini Dolin, 1985